# Asalto a la ciudad
Asalto a la ciudad es una película de Argentina en blanco y negro dirigida por Carlos Cores sobre su propio guion escrito en colaboración con Guillermo Haro y Juan Martínez según la idea original de Carlos Cores que se estrenó el 3 de marzo de 1968 y que tuvo como protagonistas a Carlos Cores, Juan José Míguez, Luis Tasca, Ignacio Quirós y Sergio Renán. La película fue producida en 1961 y tiene el título alternativo de Asalto en la ciudad.

## Sinopsis
Cinco hombres que asaltan un banco tendrán finalmente su castigo.

## Reparto
- Carlos Cores …Antonio Fernández
- Juan José Míguez …Don Rodolfo
- Luis Tasca …Nicolás
- Ignacio Quirós …Julián
- Sergio Renán …Ernesto
- Olga Zubarry …Mujer de Nicolás
- Aída Luz ...Madre de Julián
- Elizabeth Killian …Mujer de Antonio
- Santiago Gómez Cou …Él mismo
- Guillermo Battaglia …Empleado bancario
- Thelma del Río …Amante de Ernesto
- Nathán Pinzón ...Pasajero en colectivo
- Juan Carlos Palma …Amigo de Julián
- Susana Mayo …Mujer de Julián
- José Comellas …Empleado bancario
- Sergio Malbrán …Empleado bancario
- Saúl Jarlip …Pablo
- Pedro Buchardo …Policía
- Silvia del Río …Cantante en fiesta
- Mario Aguiar
- Elsa Guido
- Raúl Ricutti …Pasajero en colectivo
- Agustín Barrios
- Inés Murray …Partera
- Joe Rígoli …Diariero
- Semillita …Pasajero en colectivo
- Osvaldo Brandi …Empleado de inmobiliaria
- Roberto Germán

## Comentarios
La Nación dijo:

”La historia mil veces repetida de un grupo de delincuentes que planean un crimen perfecto.”

Manrupe y Portela escriben:

”Más que la historia de un asalto es la historia de su arrepentimiento. Aburrido policial con intenciones psicologistas y demasiados juegos de miradas innecesarios. Muchas figuras aparecen en papeles irrelevantes (Nathan Pinzón, Gómez Cou, Battaglia)”

El Heraldo del Cinematografista opinó:

”La idea argumental no es tan memorable por su falta de originalidad como por la elementalidad con que los guionistas la han desarrollado a riesgo de que un film dramático se torne para el espectador en lo contrario.”

El Cronista Comercial dijo:

”Un film policial de buena factura…resulta auspiciosa.”